# Unterseeboot UB-116
Pour les autres navires du même nom, voir Unterseeboot 116.
L'Unterseeboot UB-116 est un sous-marin (U-Boot) allemand de type UB III utilisé par la Kaiserliche Marine pendant la Première Guerre mondiale. Il fut mis en service dans la marine impériale allemande le 24 mai 1918. 
L'UB-116 a été coulé par une mine télécommandée le 28 octobre 1918, à 58° 50′ N, 3° 04′ O au large des Orcades alors qu’il tentait d’entrer dans Scapa Flow afin d’attaquer des unités de la Grand Fleet britannique dans le cadre de la dernière offensive navale allemande de la guerre.
Selon Uboat.net, l'UB-116 a heurté une mine et a ensuite été achevé par des grenades anti-sous-marines alors qu’il tentait d’atteindre le mouillage (alors vide) de Scapa. Tous les hommes ont été perdus, soit 36 marins.

## Conception
Comme tous les sous-marins de type UB III, l'UB-116 avait un déplacement de 519 tonnes en surface et de 649 tonnes en immersion. Ses moteurs lui permettaient de naviguer à 13,3 nœuds (24,6 km/h) en surface et à 7,4 nœuds (13,7 km/h) en immersion. Il avait un rayon d'action de 7420 milles marins (13740 km) à sa vitesse de croisière. L'UB-116 transportait 10 torpilles et était armé d’un canon de pont de 8,8 cm SK L/30. L'UB-116 avait un équipage pouvant compter jusqu’à 3 officiers et 31 hommes.

## Historique des services
L'UB-116 a été construit par Blohm & Voss de Hambourg. Après un peu moins d’un an de construction, il a été lancé à Hambourg le 4 novembre 1917. Il a été mis en service au printemps de l’année suivante sous le commandement de l'Oberleutnant zur See Erich Stephan.

## Affectations
- Flottilles des Flandres I : du 15 août au 4 octobre 1918
- IIIe flottille : du 4 au 28 octobre 1918

## Commandants
- Oberleutnant zur See Erich Stephan[5] : du 24 mai au 4 octobre 1918
- Oblt.z.S. Hans Joachim Emsmann[6] : du 5 au 28 octobre 1918